# Jean-Lucq d’Arriule
Jean-Lucq d’Arriule (* 16. November 1774 in Arudy; † 5. September 1850 in Bernes-sur-Oise) war ein französischer Général de division und mit dem Titel Lieutenant-général. 

## Leben
Im November 1793 meldete sich d’Arriule zur Armee. Er kämpfte in den Revolutionskriegen und konnte sich schon bald durch Tapferkeit auszeichnen. Schon früh wurde er zum Parteigänger Napoleons und unterstützte ihn 1798 im Rang eines Lieutenants bei der Vorbereitung von dessen Feldzug nach Ägypten. Er kämpfte bei den Pyramiden (21. Juli 1798) und vor Abukir (25. Juli 1799). 
Nach weiteren Beförderungen kam er zur Italienarmee und wurde als Aide-de-camp von General Jacques Darnaud Mitglied in dessen Stab. 
Ab 1808 diente d’Arricule in den Napoleonischen Kriegen in Spanien. Er wurde Aide-de-camp von Marschall Charles Pierre François Augereau und nahm als solcher an den Kämpfen bei Saragossa (Juni/August 1808), Tuleda (23. November 1808), Talavera (27./28. Juli 1809), Ocaña (19. November 1809), 
Ciudad Rodrigo (April/Juni 1810) und Buçaco (27. September 1810) teil. 
Im Russlandfeldzug 1812 führte d’Arriule im Rang eines Lieutenant-colonel ein Regiment Grenadiere der Garde impériale. 
Im selben Rang führte er ein Regiment Tirailleure in den Kämpfen vor Großgörschen (2. Mai 1813), Bautzen (20./21. Mai 1813) und Dresden (26./27. August 1813). 
Nach der Schlacht bei Paris (30. März 1814) und der Abdankung Napoleons (→Vertrag von Fontainebleau) wechselte d’Arriule zu König Ludwig XVIII. Auch während Napoleons „Herrschaft der Hundert Tage“ stand d’Arriule zum Haus Bourbon. 
D’Arriule heiratete am 23. Mai 1819 in Bernes-sur-Oise Mlle Luce-Marie Barbier-Walbonne und hatte mit ihr eine Tochter: Pauline-Lavinie, die 1844 den Politiker Léonce Hallez-Claparède (1813–1870) heiratete. Zwischen 1826 und 1830 wirkte d’Arriule als Bürgermeister von Bernes-sur-Oise. 
Nach einem weiteren Ausflug in die Politik während der Julirevolution von 1830, legte d’Arriule 1842 endgültig alle Ämter nieder und zog sich ins Privatleben zurück. 
1832 wurde ihm von König Louis-Philippe I. der Titel eines Lieutenant-général verliehen.
Sein Versuch, während der Februarrevolution 1848 nochmals in der Politik zu reüssieren, schlug fehl. 
General Jean-Lucq d’Arriule starb zehn Wochen vor seinem 76. Geburtstag am 5. September 1850 in Bernes-sur-Oise und fand dort auch seine letzte Ruhestätte.

## Ehrungen
- 14. September 1813 Baron de l’Émpire
- 21. Dezember 1813 Commandeur der Ehrenlegion
- 21. März 1831 Grand Officier der Ehrenlegion
- 1814 Chevalier des Ordre royal et militaire de Saint-Louis
- Sein Name findet sich am nördlichen Pfeiler (9. Spalte) des Triumphbogens am Place Charles-de-Gaulle (Paris)